# Масловский, Дмитрий Фёдорович
Дми́трий Фёдорович Масло́вский — (20 сентября [2 октября] 1848, Омск — 3 [15] ноября 1894, Петербург) — генерал-майор (с 1891 года), русский военный историк.

## Биография
Окончил Павловское военное училище в 1866 году и Академию Генштаба в 1873 году. В 1873—1885 годах служил в войсках на должностях офицера штаба, начальника штаба дивизии (1884 год) и корпуса (1885 год). Одновременно преподавал тактику в 3-м военном Александровском училище. С 1885 года адъюнкт-профессор, с 1889 года — профессор, с 1890 года — начальник кафедры истории русского военного искусства Академии Генштаба, созданной по его инициативе.
Положил начало глубокому изучению архивов русской армии, издав «Каталог военно-ученого архива главного штаба» (Санкт-Петербург, 1886 год и сл.), «Каталог московского отделения архива главного штаба» (4 выпуска, Москва, 1890 год и сл.) и ряд сборников документов, снабженных обстоятельными введениями: «Строевая и полевая служба русских войск времен императора Петра Великого и императрицы Елизаветы» (Москва, 1883 год); «Русско-австрийский союз 1755 г.» (Москва, 1887 год); «Материалы для истории военного искусства в России» (Москва, 1889—1892 годы); первый, второй и четвертый выпуски «Сборника военно-исторических материалов».
Принадлежал к так называемой «отечественной школе» исторической науки, много сделал для пропаганды русского военного наследия, в то же время, полемизируя с «западниками», был склонен к тенденциозным оценкам вклада иностранцев в военную историю России в XVIII веке с позиций национализма.

## Труды
Крупнейшие труды Масловского — «Русская армия в семилетнюю войну» (в 3х томах, Москва, 1886−1891 годы) и «Записки по истории военного искусства в России 1683—1794 годов» (Санкт-Петербург, 1891−1894 годы) — являются до сего времени непревзойдёнными по охвату материала; не только в России, но и в немецкоязычных странах, переведённая ещё при жизни автора на немецкий язык, его книга «Русская армия в семилетнюю войну» до сих пор остаётся основным источником по истории Семилетней войны с русской точки зрения. За эту книгу Масловский был награждён Макариевской премией.
- Русская армия в семилетнюю войну : В 3-х т. — М., 1886−1891.
- Записки по истории военного искусства в России 1683—1794 годов. — СПб., 1891−1894.
- Каталог военно-ученого архива главного штаба. — СПб., 1886.
- Каталог московского отделения архива главного штаба : 4 выпуска. — М., 1890 (и сл.)
- Записки по истории военного искусства в России
- Материалы к истории военного искусства в России
- Русская армия в семилетнюю войну
- Строевая и полевая служба русских войск времен Императора Петра Великого и Императрицы Елизаветы

Статьи
- Масловский Д. Ф. Опыт критического разбора похода Дмитрия Донского в 1380 г., до Куликовской битвы включительно // Военный сборник. — 1881. — № 8. — С. 207-238; № 9. — С. 19-28.

Переиздания трудов
- Масловский Д. Ф. Строевая и полевая служба русских войск времен императора Петра Великого и императрицы Елизаветы / Д. Ф. Масловский. — М.: Либроком, 2012. — 272 с. — (Академия фундаментальных исследований: история). — ISBN 978-5-397-02498-3. (обл.)

## Награды
- ордена Св. Анны 2-й и 3-й степени
- ордена Св. Станислава 2-й и 3-й степени
- орден Св. Владимира 4-й степени.